# بيدروجاو غراندي
بيدروجاو غراندي (بالبرتغالية: Pedrógão Grande‏) هي بلدية في محافظة ليريا تقع في غرب البرتغال. يبلغ عدد سكانها 3,915 نسمة وذلك حسب إحصائيات سنة 2011، وتبلغ مساحتها 128.75 كم².  اندلعت حرائق غابات كبيرة في المنطقة في يونيو 2017 مما أدى لمقتل أكثر من 60 من سكان المنطقة.

## معرض الصور

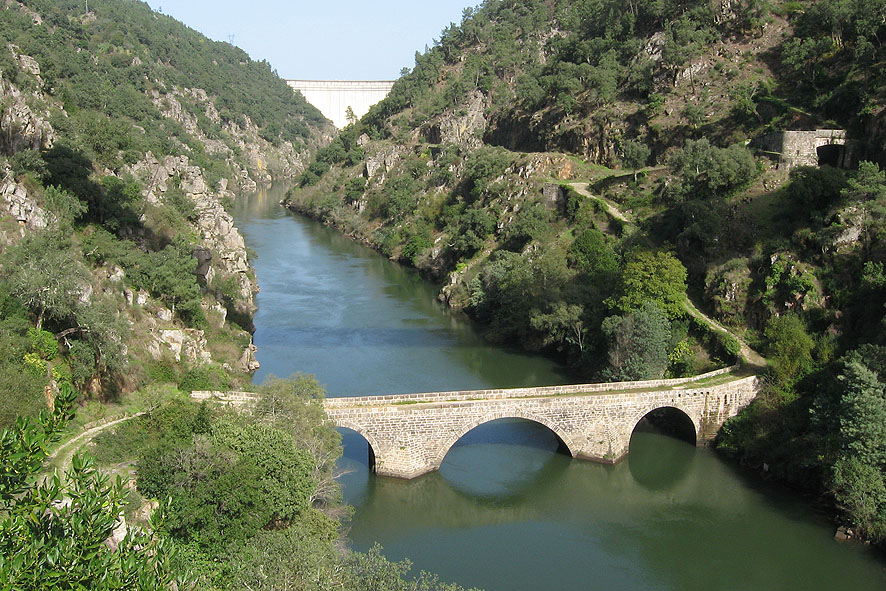
جسر قديم (Filipina)
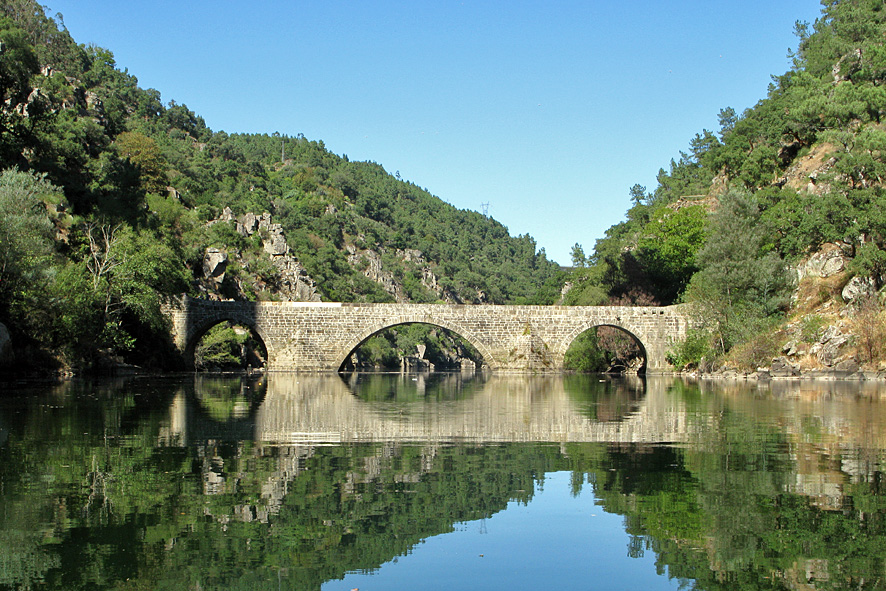
جسر قديم (Filipina)
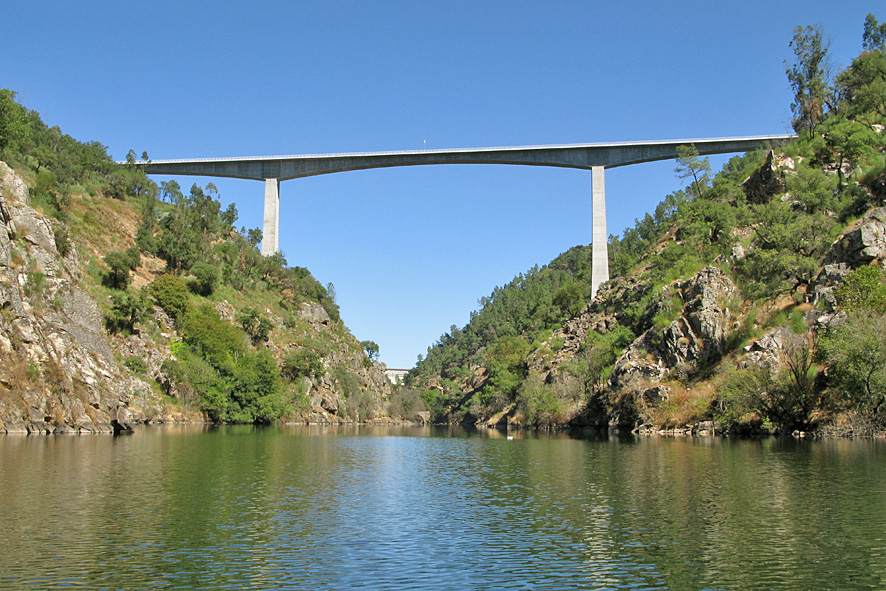
جسر فوق نهر زيزري
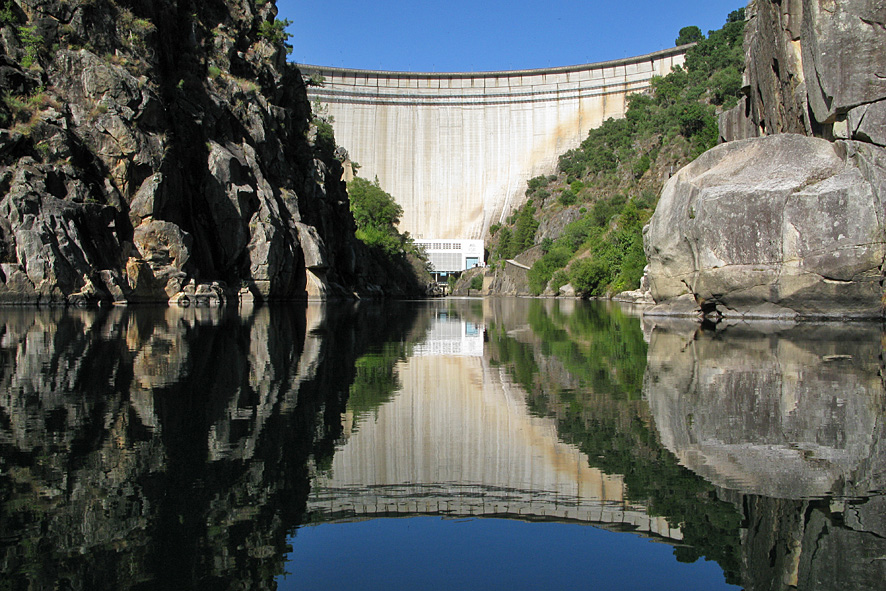
سد